# Howard Morris
Pour les articles homonymes, voir Morris.
Howard Jerome Morris est un acteur et réalisateur américain, né le 4 septembre 1919 à New York, New York, et mort le 21 mai 2005 à Los Angeles, en Californie (États-Unis).

## Filmographie

### Acteur
- 1950 : Your Show of Shows (en) (série télévisée) : Regular Performer (1951-1954)
- 1954 : Le Cavalier traqué : Man with noose
- 1954 : Caesar's Hour (en) (série télévisée) : Fred Brewster
- 1957 : Twelfth Night (TV) : Feste
- 1961 : Stop Driving Us Crazy : Rusty / Additional Characters (voix)
- 1961 : Les Deux Cavaliers (Two Rode Together) : Unknown
- 1961 : Munro
- 1962 : Home Sweet Swampy : Beetle Bailey
- 1962 : Psychological Testing : Beetle Bailey
- 1962 : Garçonnière pour 4 (Boys' Night Out) : Howard McIllenny
- 1962 : Et Tu Otto : Beetle Bailey
- 1962 : Des ennuis à la pelle (40 Pounds of Trouble) : Julius
- 1963 : Docteur Jerry et Mister Love (The Nutty Professor) : Mr. Elmer Kelp
- 1963 : Beetle Bailey and His Friends (série télévisée) : Beetle Bailey / Gen. Halftrack (voix)
- 1964 : The Huffless, Puffless, Dragon (voix)
- 1964 : Magilla le gorille (Magilla Gorilla) (série télévisée) : Mr. Peebles, Mushmouse (voices) (voix)
- 1964 : The Peter Potamus Show (série télévisée) : Breezly Bruin (voix)
- 1964 : Famous Adventures of Mr. Magoo (série télévisée) : Various (voix)
- 1965 : Fluffy : Sweeney
- 1965 : Atomas, la fourmi atomique (The Atom Ant Show) (série télévisée) : Atom Ant (voix)
- 1966 : Winnie l'ourson et l'Arbre à miel : Gopher (voix)
- 1966 : Alice of Wonderland in Paris (voix)
- 1966 : Alice in Wonderland or What's a Nice Kid Like You Doing in a Place Like This? (TV) : The White Rabbit
- 1966 : Tiens bon la rampe, Jerry (Way... Way Out) : Schmidlapp
- 1967 : The Atom Ant/Secret Squirrel Show (série télévisée) : Atom Ant (1967-1968) (voix)
- 1968 : The Archie Show (série télévisée) : Jughead Jones / Big Moose / Dilton Doiley (voix)
- 1968 : Winnie l'ourson dans le vent : Gopher (voix)
- 1969 : The Archie Comedy Hour (série télévisée) : Jughead Jones / Big Moose / Dilton Doiley (voix)
- 1969 : Archie and His New Friends (TV) : Jughead Jones
- 1969 : 1, rue Sésame (Sesame Street) (série télévisée) : Jughead Jones (19??) (voix)
- 1969 : Don't Drink the Water : Getaway pilot
- 1970 : Will the Real Jerry Lewis Please Sit Down? (série télévisée) : Mr. Blunderpuss / Ralph Rotten Lewis / Won Ton Son / Prof. Lewis / Hong Kong Lewis / Uncle Seadog
- 1970 : Sabrina and the Groovie Goolies (série télévisée) : Franklin 'Frankie' Frankenstein, Wolfgang 'Wolfie' Wolfman / Orville Mummy / Franklin 'Frankie' Frankenstein
- 1970 : Archie's Fun House (série télévisée) : Jughead Jones / Big Moose / Dilton Doiley (voix)
- 1971 : L'Apprentie sorcière (série télévisée)
- 1971 : Archie's TV Funnies (série télévisée) : Jughead Jones / Hot Dog (voix)
- 1973 : 10 from Your Show of Shows
- 1973 : Mission: Magic! (série télévisée) : Socks / Vinnie / Mr. Samuels (voix)
- 1973 : Mon Martien favori (My Favorite Martians) (série télévisée) : Tim O'Hara, Bill Brennan, Tiny, Chump, Crumbs, Okey
- 1974 : The US of Archie (série télévisée) : Jughead Jones / Big Moose / Pops / Dilton Doily (voix)
- 1975 : The Secret Lives of Waldo Kitty (série télévisée) : Waldo Kitty, Wetzel, Lone Kitty, Catman, Catzan, Robin Cat, Captain Herc
- 1977 : The New Archie/Sabrina Hour (série télévisée) : Jughead Jones / Big Moose / Dilton Doiley (voix)
- 1977 : Les Aventures de Winnie l'ourson (The Many Adventures of Winnie the Pooh) : Gopher (voix)
- 1977 : Le Grand Frisson (High Anxiety) : Professor Lilloman
- 1978 : Archie's Bang-Shang Lalapalooza Show (série télévisée) : Jughead / Big Moose / Pops / Dilton Doily (voix)
- 1979 : Bunnicula, the Vampire Rabbit
- 1979 : Les Légendes des Super–Héros (TV) : Dr Thaddeus Bodog Sivana
- 1981 : The Munsters' Revenge (TV) : Igor
- 1981 : La Folle Histoire du monde (History of the World: Part I) : Court Spokesman
- 1982 : Portrait of a Showgirl (TV) : Wally Gordon
- 1984 : Splash : Dr Zidell
- 1985 : Joan Rivers and Friends Salute Heidi Abromowitz (TV)
- 1985 : Les Treize Fantômes de Scooby-Doo (The 13 Ghosts of Scooby-Doo) (série télévisée) : Bogel (voix)
- 1986 : Star Fairies (série télévisée) : Dragon Head #1 (voix)
- 1986 : Return to Mayberry (TV) : Ernest T. Bass
- 1986 : Galaxy High School (série télévisée) : Professor Icenstein / Luigi La Bounci (voix)
- 1987 : Les Bioniques (Bionic Six) (série télévisée) : Professor Hugo Fish / Techno Tex (voix)
- 1988 : Paw Paws (série télévisée) : Trembly Paw
- 1988 : Police Academy (série télévisée) : Sweetchuck, The Professor (voix)
- 1988 : End of the Line : Hobo
- 1988 : Garfield et ses amis (série télévisée) : Wade Duck / Wart / Wolf / Worm (voix)
- 1990 : Potsworth & Co. (série télévisée) : Additional Voices
- 1990 : Transylvania Twist : Marinas Orlock
- 1990 : Gravedale High (série télévisée) (voix)
- 1990 : Wake, Rattle & Roll (série télévisée) : Breezly and Mush Mouse (voix)
- 1991 : The Nudnik Show (série télévisée)
- 1991 : Le Choix d'aimer (Dying Young) : Voice on Jetsons (voix)
- 1991 : Chienne de vie (Life Stinks) : Sailor
- 1992 : Tom et Jerry: Le film (Tom and Jerry: The Movie) : Squawk (voix)
- 1993 : I Yabba-Dabba Do! (TV) : Additional Voices (voix)
- 1993 : Hollyrock-a-Bye Baby (TV) (voix)
- 1996 : It Came from Outer Space II (TV) : Ben Cully
- 1997 : Lasting Silents : Julius Davis
- 1997 : Cléo et Chico (Cow and Chicken) (série télévisée) : Flem (voix)
- 1998 : The Wonderful Ice Cream Suit de Stuart Gordon : Leo Zellman
- 1998 : Einstein, le chien savant (Breakfast with Einstein) (TV)

### Réalisateur
- 1963 : The Bill Dana Show (série télévisée)
- 1964 : Ma sorcière bien-aimée (Bewitched) (série télévisée)
- 1964 : Gomer Pyle, U.S.M.C. (série télévisée)
- 1965 : Max la Menace (Get Smart) (série télévisée)
- 1966 : Good Old Days (TV)
- 1967 : Who's Minding the Mint?
- 1968 : Il y a un homme dans le lit de maman (With Six You Get Eggroll)
- 1969 : Don't Drink the Water
- 1975 : Au fil des jours (One Day at a Time) (série télévisée)
- 1977 : La croisière s'amuse (The Love Boat) (série télévisée)
- 1978 : Goin' Coconuts
- 1981 : Private Benjamin (en) (série télévisée)